# Campylocentrum

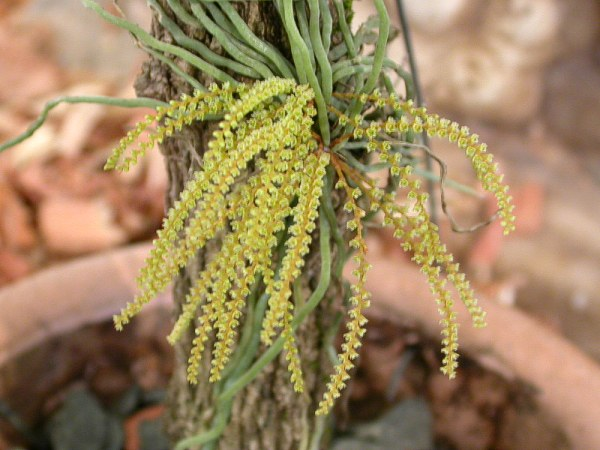
Campylocentrum grisebachii

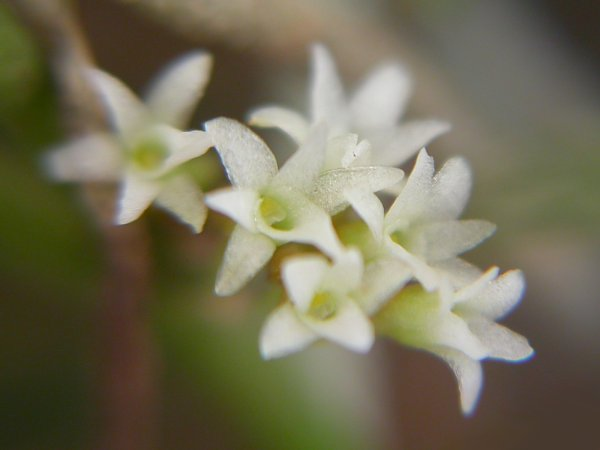
Campylocentrum ornithorrhynchum

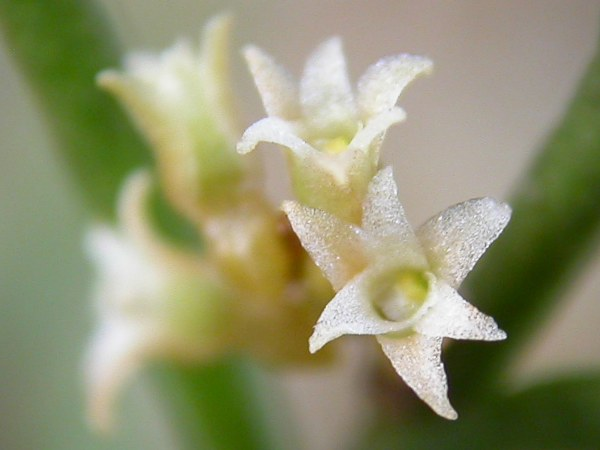
Campylocentrum aciculatum

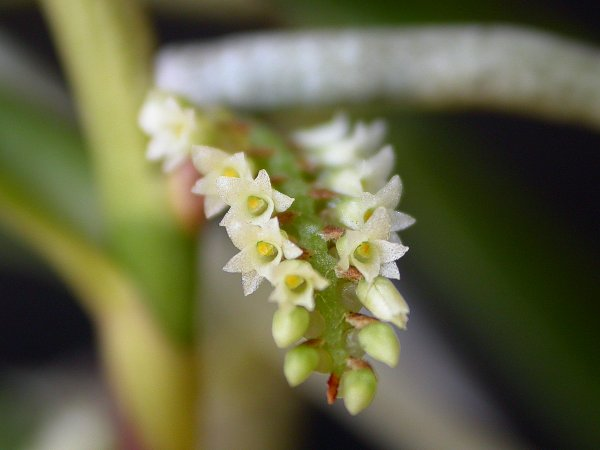
Campylocentrum aromaticum

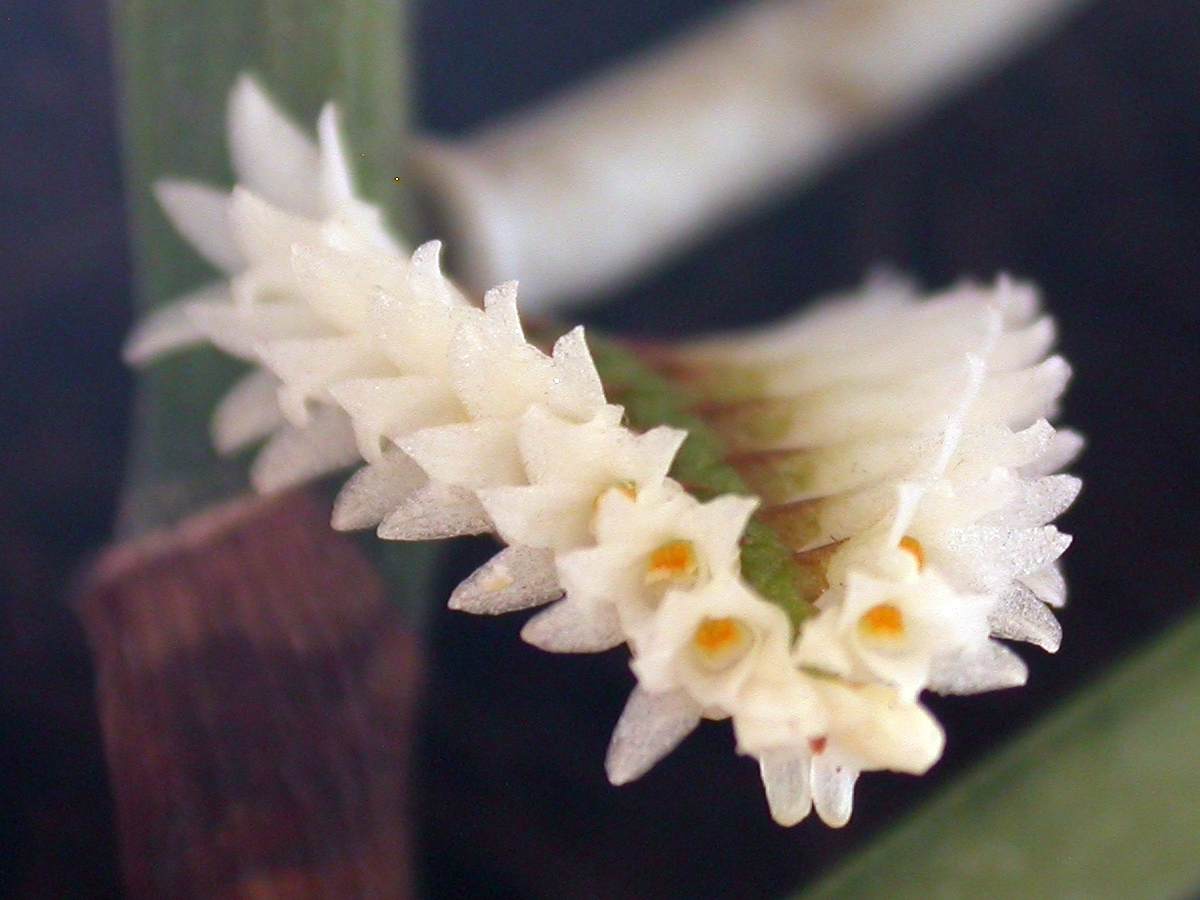
Campylocentrum aff. iglesiasii

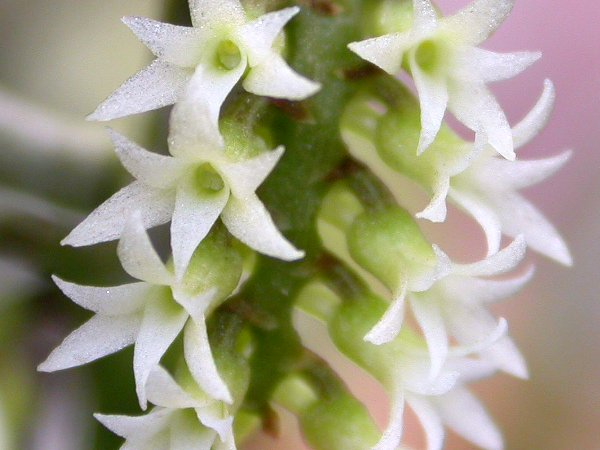
Campylocentrum crassirhizum

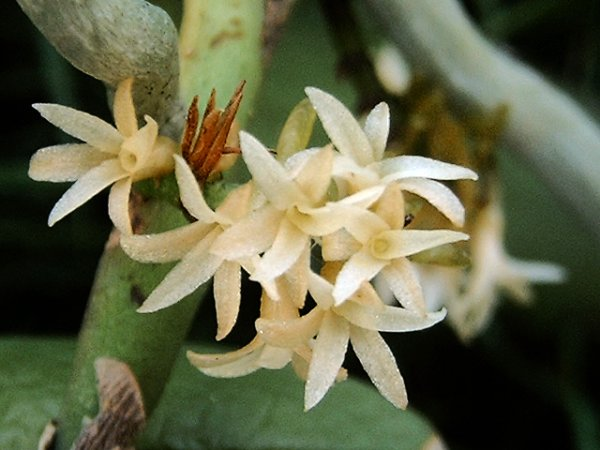
Campylocentrum robustum

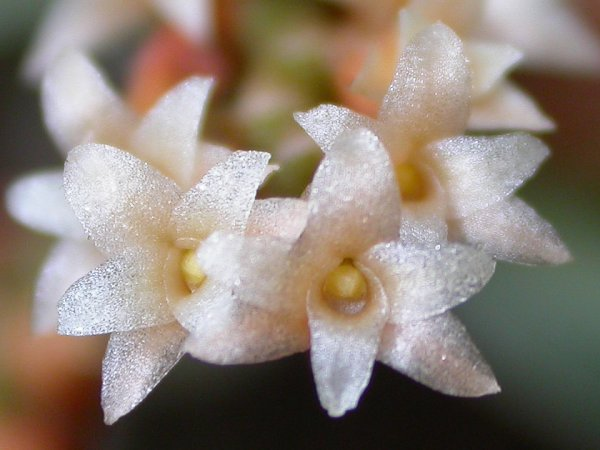
Campylocentrum neglectum

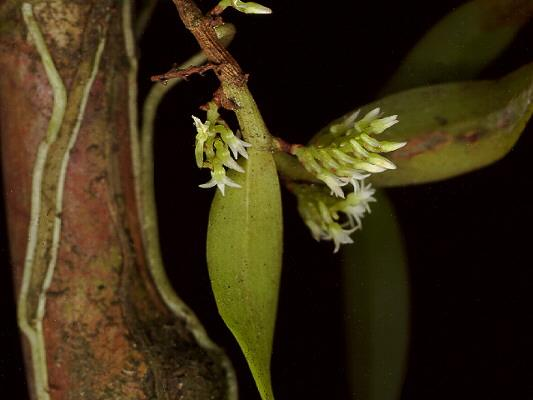
Campylocentrum pauloense

Campylocentrum é um género botânico de plantas epífitas pertencente à família das orquídeas (Orchidaceae), composto por pouco mais de sessenta espécies pequenas ou minúsculas, algumas vezes compostas apenas por raízes e folhas decíduas imperceptíveis, que existem na América.

## Etimologia
O nome deste gênero deriva da latinização de duas palavras gregas: καμπύλος (kampýlos), que significa "curvado", e κέντρον, que significa "esporão" ou "aguilhão", referindo-se ao nectário que existe no labelo de suas flores.

## Publicação e sinônimos
- Campylocentrum Benth., J. Linn. Soc., Bot. 18: 337 (1881).

Espécie-tipo:
- Angraecum schiedei Rchb.f. Linnaea 22: 857 (1850), hoje Campylocentrum schiedei (Rchb.f.) Benth. ex Hemsl., que é igual a Todaroa micrantha A. Richard & Galeotti (non Campylocentrum micranthum (Lindley) Rolfe).

Sinônimos heterotipicos:
- Todaroa A.Rich. & Galeotti, Ann. Sci. Nat., Bot., III, 3: 28 (1845 non  Parlatore 1843), nom. illeg.
- Aeranthus Rchb.f. (em parte)  Ann. Bot. Syst. (Walpers) 6(6): 899. (1864 non Bartl. 1830)
- Campylocentron Benth., J. Linn. Soc., Bot. 18: 337 (1881), orth. var.
- Epidorchis sect Todaroa Kuntze in T. von Post, Lex. Gen. Phan. 199 (1903)

## Histórico
Podemos considerar a história de Campylocentrum incompleta pois, até o final de 2012, não existia qualquer livro ou artigo publicado que abordasse o gênero por completo, incluindo todas as espécies existentes. Tudo que se publicou foram poucas revisões de espécies de algum país em particular como, por exemplo, das espécies da Costa Rica por Bogarin e Pupulin, de 2009, que aborda apenas dez espécies, e a de Cogniaux, de 1906, tratando das espécies do Brasil até então conhecidas.
Primeiras espécies descritas
A história deste gênero começa em 1835, quando John Lindley publicou a primeira espécie a ser descrita hoje classificada neste gênero, o Angraecum micranthum. Como todas as espécies monopodiais já encontradas, que eram aparentadas com Angraecum, eram africanas, Lindley pensou inicialmente ser esta também originária deste continente e foi inicialmente considerado parte deu uma coleta de Loddiges supostamente em Serra Leoa, África. Logo o erro foi descoberto. Desde então algumas possibilidades foram aventadas, tais como a Jamaica e Guatemala  Por tratar-se de espécie bastante variável, com ampla área de dispersão, ainda hoje, o local de sua descoberta é incerto. Com a ajuda da genética molecular, hoje estima-se que o espécime de Lindley tenha sido coletado no Suriname. Além da confusão inicial sobre a origem da planta, autores posteriores confundiram-se também na correta identificação desta espécie.
Nos quinze anos seguintes, foram publicadas mais seis espécies novas hoje classificadas como Campylocentrum. Em 1840, Lindley publicou três, o Angraecum fasciola, Angraecum tenue, e o Angraecum ornithorrhynchum. e em 1850, Reichenbach descreveu mais três, o Angraecum schiedei, Angraecum poeppigii e Angraecum sellowii, e, no ano seguinte, Klotzsch descreveu o Angraecum pugioniforme.
Além das espécies citadas, vale mencionar Cogniaux, que descreveu diversas em 1906 ao publicar o Flora Brasiliensis; e Dodson que também descreveu diversas entre o final dos 1980 e os anos 2000. A espécie mais recente de Campylocentrum foi descrita no final de 2012. Nesta ocasião havia um total de 98 nomes de espécies descritas no gênero Campylocentrum, destas 32 consideradas sinônimos de outras. Das 66 espécies aceitas, estima-se que pelo menos 50 sejam espécies bem estabelecidas, as restantes ainda por estudar melhor.
A criação do gênero
A primeira tentativa de classificar as espécies de Campylocentrum em gênero à parte ocorreu em 1845, quando Rich. & Galeotti propuseram o estabelecimento do gênero Todaroa para abrigar o Angraecum micranthum. No entanto não incluíram as espécies afilas de Campylocentrum até então descritas, incluindo apenas uma espécie em Todaroa, a Todaroa micrantha. Além disso, foram infelizes na escolha do nome Todaroa pois, anos antes, Parlatore já utilizara este nome  para um gênero de plantas pertencentes à família Apiaceae de modo que a descrição de Rich. & Galeotti não pôde ser aceita.
Em 1864, Reichenbach, ignorando o gênero Todaroa, transferiu todas as espécies para o gênero Aeranthus, uma variante ortográfica do gênero Aeranthes, mas que na realidade era destinada a diversas espécies americanas hoje incluídas nos gêneros Dendrophylax e Campylocentrum.
Baseando-se o no conceito geral de Todaroa, o nome Campylocentrum foi proposto em sua substituição por Bentham em 1881, no entanto sem que fizesse as novas combinações de nomes da plantas. Como Benthan não fez uma nova combinação para a espécie-tipo sua proposta resultou até que, em 1903, Rolfe revisou o trabalho de Bentham e fez as combinações das dezessete espécies então conhecidas tornando Campylocentrum um gênero que está em acordo com as regras de nomenclatura botânica.
Confusão na determinação da espécie-tipo
Normalmente, quem propõe um novo gênero botânico, embora não seja uma regra obrigatória, escolhe a primeira planta a ser descrita como a espécie-tipo do gênero. É regra obrigatória que nenhum gênero possa conter a espécie-tipo de outro gênero, desde que o segundo seja correntemente aceito. Ao propor um novo gênero, os autores devem referir-se a uma exsicata existente em algum herbário, ou fazer uma nova e depositá-la em herbário.
Quando Richard e Galeotti propuseram o gênero Todaroa, provavelmente pensando terem em mãos uma planta correspondente ao espécime descrito por Lindley como Angraecum micranthum, fizeram uma exsicata dessa planta à qual deram o nome de Todaroa micrantha. Na realidade as plantas não eram iguais. A planta que Richard e Galeotti descreveram era então desconhecida a assim permaneceu até que em 1850, fosse descrita por Reichenbach com o nome de Angraecum schiedei, sem qualquer menção à planta de Richard e Galeotti.
Quando Bentham propôs o gênero Campylocentrum apenas referiu-se à publicação anterior de Todaroa e ficou implicitamente determinado que a Todaroa micrantha seria a espécie-tipo, sem que de fato a combinação Campylocentrum micranthum fosse feita, o que só ocorreu em 1889, por Maury sendo esta baseada na Todaroa micrantha, ou seja Angraecum schiedei.
Em 1903, quando Rolfe, ignorando esta confusão e pensando que a Todaroa Micrantha seria um sinônimo do Angraecum micranthum fez as combinações das espécies restantes, e entre elas fez uma nova combinação para o Angraecum micranthum, como Campylocentrum micranthum, tendo o cuidado de referir-se ao espécime publicado por Lindley, entretanto não percebeu que Maury já publicara esta combinação em 1889. Como a planta determinada por Bentham para espécie-tipo de Campylocentrum é a Todaroa micrantha, pelas regras vigentes, a espécie-tipo deste gênero deve ser o Campylocentrum schiedei.

## Filogenia
Estudos moleculares de 2006, mostram que as espécies de Campylocentrum estão relacionadas mais proximamente de Aerangis que de Angraecum, e que ambas as subtribos, Aerangidinae e Angraecinae são polifiléticas e indivisíveis, com gêneros e espécies bastante misturados entre as duas, de modo que deveriam ser unificadas com o nome de Angraecinae. Quanto a filogenia infragenérica de Campylocentrum, mais estudos são necessários.

## Distribuição
As espécies de Campylocentrum ocorrem apenas na América tropical e subtropical. Quase na totalidade são plantas que vivem em bosques e florestas de umidade elevada, ou locais de menor umidade mas onde há chuvas frequentes ou precipitação de abundante orvalho noturno, do nível do mar a até 2.000 metros de altitude. Uma das poucas exceções é o Campylocentrum crassirhizum, que adaptou-se às áreas mais secas da Caatinga de Pernambuco e Paraíba, mas também ocorre em matas úmidas.
O Brasil, onde existem 36 espécies, distribuídas por quase todos os estados, exceto Piauí, Ceará, Rio Grande do Norte e Alagoas, pode ser considerado seu centro de distribuição, ou seja, o local de onde o gênero originou-se. Grande parte da espécies de Campylocentrum concentram-se na Mata Atlântica dos estados das regiões sul e sudeste do Brasil, Paraguai e Argentina, e regiões limítrofes do cerrado e caatinga brasileiros. A Amazônia conta com cerca de quinze espécies e as restantes estão distribuídas por áreas úmidas das encostas dos Andes, e florestas, das encostas, restingas e mangues das regiões litorâneas das costas do Atlântico e Pacífico, desde a Bolívia até o sul do México, e desde o Maranhão até a Flórida.
Os outros países onde os Campylocentrum ocorrem comportam diversidade menor de espécies, por exemplo, no Equador há na vinte espécies, na Venezuela há treze, na Colômbia há onze, e na Costa Rica e Panamá, dez. Cerca de metade das espécies podem são consideradas endêmicas, no Brasil há 19, na Bolívia 1, Equador 8, Costa Rica 1, Peru 1, Jamaica 1 e Venezuela 2. Muitas espécies ocorrem áreas limítrofes de dois ou três países. Apenas treze espécies encontram-se distribuídas por vastas áreas e diversos países, podendo assim ser consideradas as espécies mais comuns e mais bem estabelecidas deste gênero. Entre estas vale a penas citar: o Campylocentrum micranthum, encontrado em 24 países , o C. fasciola em 21, C. pachyrrhizum em 16, C. poeppigii em 15, C. schiedei em 8. Outras espécies comuns são: C. grisebachii, C. hondurense, C. huebneri, C. neglectum, C. schneeanum, C. tyrridion ou C. multiflorum e C. ulei.
São plantas epífitas, isto é, crescem apoiadas sobre as árvores e arbustos, retirando seus nutrientes de material em decomposição que se acumula sobre suas raízes e nas nas fendas das cascas e forquilhas dos hospedeiros e ficando abrigadas dos sol direto pela luz filtrada que atravessa suas folhas. Raros são os casos de espécies rupícolas e quando isto ocorre, trata-se de espécies preferencialmente epífitas mas cujas sementes depositaram-se ao acaso sobre pedras e rochas, em locais onde não ficam expostas diretamente ao sol nas horas mais quentes do dia, normalmente nas frestas dos rochedos e escarpas mais sombrias ou às margens de rios e corredeiras.

## Descrição
É um interessante gênero de micro orquídeas de crescimento monopodial, epífitas ou raramente rupícolas, que inclui algumas espécies de características morfológicas raramente encontradas entre as orquídeas que é a aparência de ausência de folhas. Na verdade essas espécies possuem folhas rudimentares quase imperceptíveis que aparecem no começo de cada ciclo de crescimento, mas logo amarelam e caem de modo que a planta está quase sempre sem folhas. Contudo, a maioria das espécies têm aparência mais comum, com folhas alternadas que duram alguns anos.
As raízes são velamentosas, normalmente lisas, mas densamente papilionadas em poucas espécies, finas ou espessas, achatadas ou cilíndricas, quase sempre bastante longas, aéreas ou aderentes ao substrato. Brotam tanto da base da planta como dos nódulos ao longo dos caules, nódulos opostos à inserção das folhas. As raízes podem ser muito ramificadas ou não. Normalmente são brancas ou levemente acinzentadas até verde acinzentadas. Nas espécies afilas podem conter clorofila realizando fotossíntese.
Os caules são rizomatosos, de quase inconspícuos, como ocorre na maioria das espécies afilas, ou curtos a bastante longos nas espécies com folhas. Sua espessura varia de menos de um milímetros até três ou quatro nas espécies mais robustas. Geralmente cilíndrico, em algumas espécies assume a aparência de bastante achatados e largos devido às bainhas foliares que os recobrem; pouco ou muito ramificados, sempre com folhas dísticas alternadas em espaçamentos variáveis conforme a espécie.
As folhas, nas espécies afilas duraram apenas poucas semanas, e nas outras alguns anos. Brotam alternadas ao longo do caule em duas direções opostas, articuladas, bastante curtas ou alongadas, seu comprimento varia de um milímetro até cerca de dez centímetros. Normalmente são coriáceas a bastante espessas, até quebradiças, de formatos diversos com secção triangular, cilíndrica, acanoada ou plana. Comummente as espécies de folhas plantas tem terminação bilobulada desigual. Suas cores variam entre o verde claro ou amarelado a verde intenso até verde escuro acinzentado.
As inflorescências são axilares, brotam dos mesmos nódulos de onde brotam as raízes, sempre são racemosas, de comprimentos variados, medindo de poucos milímetros a vários centímetros, mais curtas ou mais longas que as folhas, eretas, arqueadas ou pendentes, com mais de doze flores em espaçamentos variáveis, ordenadas na inflorescência de apenas duas maneiras: ou em duas carreiras paralelas viradas para cima, ou dísticas, quer dizer, viradas para dois lados opostos. Nas espécies afilas podem ser de duas a dezenas inflorescências simultâneas. Nas espécies com folhas, normalmente apenas uma inflorescência por nódulo se bem que não é incomum ocorrerem duas ou até três.
Na maioria dos Campylocentrum as flores são pequenas ou minúsculas, chegando a apenas um milímetro de diâmetro em algumas espécies, mas são mais comuns flores com cerca de três milímetros de diâmetro ou pouco mais. As flores muito se assemelham, frequentemente tornando difícil a identificação de uma espécie em  particular unicamente por meio da análise floral. Na grande maioria dos casos as flores são brancas ou levemente esverdeadas; em alguns casos, particularmente nas espécies afilas, também podem ser creme, ocre pálido, amareladas ou alaranjadas, quase transparentes. Raros são os casos de espécies com folhas que apresentem flores amareladas, rosadas ou alaranjadas, e mesmo quando coloridas, sempre são de tons claros e pálidos.
As sépalas, pétalas e labelo são coniventes, com ápices abertos e livres uns dos outros, de lineares a quase ovais, com extremidades agudas a ovaladas, de comprimentos iguais ou diversos ou com pétalas menores que as sépalas ou quase iguais. O labelo pode ser uni ou trilobulado, sempre livre, na base prolongando-se em nectário cilíndrico ou bulboso, reto ou variadamente curvo, ascendente ou descendente, de ápice acuminado a oval, comprimentos muito variáveis e coloração verde, branca, rosada ou ocre. A coluna é bastante curta, com clinândrio proeminente, truncada. A antera é terminal, bilocular, com duas políneas globosas, duras, cerosas, presas a um ou dois estipes filiformes. O estigma é inteiro, o rostelo profundamente fendido e o ovário pode ser glabro ou pedicelado. Seus frutos são capsulares.

## Classificação infragenérica
Como a morfologia vegetativa das espécies de Campylocentrum é muito maior que a variação dos segmentos florais, em 1906 Cogniaux propôs a divisão do gênero em três secções, baseadas apenas nestes caracteres e ignorando as variações florais. Naturalmente à época nem se cogitava sobre a classificação filogenética, e seu objetivo era apenas agrupar as espécies semelhantes de modo a facilitar sua identificação. Uma vez que não há informações sobre a filogenia infragenérica de Campylocentrum - até o final de 2012 apenas poucas espécies haviam sido analisadas - apenas com propósito de identificação, seguimos abaixo a classificação de Cogniaux, acrescentando em cada grupo as espécies descobertas depois da publicação do Flora Brasiliensis, bem como as não brasileiras, omitidas pelo autor. Para separar corretamente as espécies, além da morfologia da planta são observados o formato dos segmentos florais e principalmente do nectário. A lista completa das espécies encontra-se no quadro ao final da página.
Secção Dendrophyllopsis
É formada por plantas que parecem ser compostas apenas por raízes. Seus caules e folhas são atrofiados e imperceptíveis, as folhas mesmo minúsculas são ainda bastante efêmeras. Neste grupo as raízes são lisas, possuem clorofila e desempenham as funções das folhas. As flores costumam ser brancas com porções esverdeadas ou ocre pálido, também com porções esverdeadas.
A despeito de existirem muitas plantas sem folhas em outras famílias de plantas, como Cactaceae e  Euphorbiaceae, que normalmente são suculentas, ou parasitas, por exemplo as Orobanchaceae, e mesmo algumas outras orquídeas saprófitas, esta característica é bastante diferente neste grupo de plantas. Nas outras plantas o sistema brotativo das plantas, que inclui tudo menos as raízes, quase sempre é bastante desenvolvido e se constitui na porção principal da planta, entretanto entre os Campylocentrum sem folhas, as raízes é que formam o corpo principal da planta e assumiram o papel de assimiladores e processadores de nutrientes.  Uma vez que os locais onde estas plantas vivem muitas vezes não dispõe de nutrientes em abundância, a redução tão extrema do sistema brotativo destas espécies deu origem à hipótese de que isto ocorreu pela redução dos investimentos de carbono destas plantas no sistema brotativo limitando sua formação e desviando todos os seus recursos de sobrevivência para sua floração e reprodução.
Há doze espécies nesta secção, oito delas no Brasil. Com base na morfologia vegetativa, observando suas raízes, podemos separar estas espécies em dois grupos:
1. Espécies com raízes achatadas, normalmente aderidas ao substrato; flores com brácteas bem visíveis e ovário recoberto por pelos rijos ou papiloso:
- Campylocentrum pachyrrhizum: flores espaçadas; labelo inteiro; nectário reto a descendente.
- Campylocentrum rimbachii: flores brancas; labelo trilobulado; nectário ascendente cilíndrico-claviforme medindo três milímetros de comprimento.
- Campylocentrum generalense: flores pouco espaçadas; labelo levemente trilobulado; nectário bulboso com leve curvatura ascendente, mais estreito na base.

2. Espécies com raízes cilíndricas, parcialmente aderidas ao substrato, mas maiormente aéreas. Neste grupo de espécies podemos separar dois grupos, conforme a superfície do ovário de suas flores seja lisa ou pubescente:
A.Ovário pubescente
- Campylocentrum hirtellum: flores de segmentos muito estreitos; labelo trilobulado e acuminado; nectário em ângulo reto, estreito na base e ápice e poucas inflorescências.[24]
- Campylocentrum pubirhachis: pelos na porção longitudinal central interna das pétalas e sépalas.[27]

B.Ovário glabro
- Campylocentrum fasciola: flores brancas, nectário de base estreita e ápice largo com três lamelas longitudinais.[6]
- Campylocentrum amazonicum: flores brancas, de segmentos pouco abertos; sépalas muito mais compridas que as pétalas; inflorescências curtas, flores mais ou menos dísticas.[24]
- Campylocentrum tenue: flores brancas, sépalas agudas,[27] nectário bastante curvo.[28]
- Campylocentrum multiflorum: flores brancas, nectário de base larga e ápice estreito sem lamelas longitudinais e pelo labelo mais agudo  que o C. fasciola.[6]
- Campylocentrum tyrridion: flores brancas, nectário de base larga e ápice estreito sem lamelas longitudinais e pelo labelo mais agudo. Possível sinônimo do anterior.[6]
- Campylocentrum grisebachii: flores ocre, creme ou verdes, quase transparentes, nectário curto reto e espesso.[24]
- Campylocentrum minutum: flores ocre, creme ou verdes, quase transparentes, nectário levemente ascendente.

Secção Pseudocampylocentrum
Representada por apenas uma espécie, possui curtos caules parecidos com as raízes, cobertos por efêmeras folhas dísticas atrofiadas que lembram escamas:
- Campylocentrum poeppigii

Secção Campylocentrum
Composta pelo maior grupo de espécies, são plantas de caules alongados e lenhosos, com folhas alternadas de tamanhos, espessuras e formatos variáveis, cilíndricas ou mais comummente planas, e longas raízes adventícias grossas, papilosas ou lisas. Seus caules podem crescer longamente por alguns anos porém costumam soltar brotos de suas secções mais antigas. Este grupo pode ser subdividido em espécies com inflorescências mais curtas ou mais longas que as folhas e conforme o tipo da folha:
- Plantas com folhas aciculares: C. aciculatum  • C. parahybunense • C. sellowii • C. ornithorrhynchum • C. pernambucense • C. wawrae
- Plantas com folhas planas e inflorescências bem mais curtas que as folhas. Este grupo reúne grande parte das espécies conhecidas deste gênero. São características distintivas a serem observadas para reconhecer as espécies, em primeiro lugar o comprimento e forma do nectário: se é curto ou longo, reto ou curvo, estreito ou largo, e se é mais estreito na base ou no ápice; depois são observadas características diversas como a forma das folhas, dos segmentos florais e até das bráctea florais, bem como a se o ovário é liso, áspero ou piloso: C. microphyllum • C. aromaticum • C. crassirhizum • C. iglesiasii • C. micranthum • C. robustum • C. spannagelii • C. pauloense • C. neglectum • C. organense • C. brachycarpum • C. densiflorum • C. intermedium • C. huebneri • C. lansbergii • C. latifolium • C. linearifolium • C. hasslerianum • C. acutilobum • C. asplundii  • C. bonifaziae •  C. colombianum • C. ecuadorense • C. hirtzii • C. hondurense • C. panamense • C. puyense • C. tenellum
- Plantas com folhas planas e inflorescências do mesmo comprimento ou mais longas que as folhas: C. ulei • C. schiedei • C. callistachyum • C. brenesii • C. palominoi • C. cornejoi • C. gracile • C. madisonii • C. minus • C. polystachyum • C. pygmaeum • C. schneeanum

Ainda restam algumas espécies sobre as quais não obtivemos informações suficientes portanto não sabemos a que grupo pertencem:
- Campylocentrum apiculatum: descrito por Schlechter em 1929, para a Bolívia.
- Campylocentrum embreei: descrito para o Equador, por Dodson em 1993, percebe-se pelo tipo da espécie que apresenta grande quantidade de folhas planas.
- Campylocentrum huebnerioides: descrito para o Peru, em 1998, por Christenson e Bennet, supostamente pertence ao grupo do C. huebneri
- Campylocentrum natalieae: publicado por Carnevale e Ramirez em 1997, para um espécime de Bolívar, na Venezuela.
- Campylocentrum pugioniforme: descrito como Angraecum, por Klotzsch em 1850, não foi possível confirmar sua origem como a Venezuela. Pode ser que nem mesmo seja um Campylocentrum.
- Campylocentrum steyermarkii: descrito por Foldats em 1968, existe na Guiana e Venezuela.
- Campylocentrum zehntneri: descrito por Schlechter em 1925, para o estado da Bahia, no Brasil foi ignorado por todas as publicações posteriores. Não é citado por Pabst em sua revisão de 1978.

## Incertezas na determinação da identidade das espécies
Conforme já mencionamos, Rolfe publicou um pequeno trabalho em 1903, onde relata quais eram as espécies até então descritas e traz pequena descrição de cada, baseado-se nas descrições dos autores originais. O trabalho publicado por Rolfe não se constituiu em uma revisão das descrições anteriores mas apenas colocou todas juntas as espécies até então descritas. Até o fim de 2012, não havia disponível qualquer trabalho publicado abordando uma revisão completa das espécies de Campylocentrum. Além das publicações de espécies recém descobertas, que ocasionalmente citam outras espécies já descritas, e das revisões das espécies da Costa Rica de 2009 e 2010, os trabalhos anteriores não trazem fotografias e são bastante limitados quanto às informações comparativas da morfologia das espécies. Algumas das espécies descritas ainda não estão bem esclarecidas e outras, correntemente aceitas, tem características morfológicas similares, podendo, eventualmente, serem sinônimos.
As primeiras descrições de espécies de plantas, eram bastante sucintas. Na época em que as primeiras espécies foram descritas, principalmente as espécies do novo mundo, quase tudo era desconhecido. Como frequentemente chegavam plantas bastante diferentes de tudo o que era conhecido pelos Europeus, muitas vezes as diferenças eram tão grandes que ficava muito fácil descrever algo tão único. O problema é que com o passar dos anos, verificou-se que havia muitas plantas semelhantes à quelas descritas, ou seja, não eram tão diferentes quanto se pensava a princípio, e informações importantes que permitiriam verificar a exatidão da espécie haviam sido omitidas na descrição original. Muitas vezes os exemplares que chegavam às mãos dos botânicos europeus não estavam em bom estado, noutras vezes chegavam já mortos e secos, ocasionalmente com partes faltantes, dificultando sobremaneira sua descrição. As cores, época de floração, e perfume das flores não podiam ser verificados, podia não haver indicação exata do local de coleta e há casos em que nem o país era conhecido pois, não raro, por razões diversas, as plantas misturavam-se. Foi assim, por exemplo, que Lindley descreveu inicialmente o Campylocentrum micranthum para a África. Assim também Reichenbach descreveu o Campylocentrum sellowii como planta afila - provavelmente recebeu um exemplar já defunto do qual todas as folhas já haviam caído - e ao classificá-lo, comparou-o ao C. poeppigii que realmente não tem folhas na maior parte do tempo.
Além dos problemas verificados acima, muitas espécies de plantas são bastante variáveis em sua morfologia e os primeiros exemplares, frequentemente coletados em regiões próximas e com condições semelhantes apresentavam características parecidas de modo que os primeiros botânicos não tinham como adivinhar a variabilidade a ser verificada futuramente. Dias plantas da mesma espécie coletadas em locais muito distantes podem ser bem diferentes, parecendo espécies distintas, até que se descubra que possam apresentam variação continua entre os locais de coleta, tornando quase impossível diferenciar os exemplares intermediários. Nesta época as comunicações eram precárias e com frequência a mesma espécie podia ser descrita novamente, com nome diferente, por alguém que não sabia de sua descrição anterior. Muitas dessas descrições ainda hoje são aceitas sem que tenham sido verificadas.
O primeiro trabalho de revisão deste gênero foi publicado em 1906 por Cogniaux, no Flora Brasiliensis, apenas três anos depois de publicação de Rolfe. Contudo, apesar de bastante aprofundada, o trabalho discute apenas as espécies do Brasil, além de algumas poucas que, Cogniaux supunha, viriam se ser encontradas neste país. No final dos anos 1970, Guido Pabst fez uma nova revisão das espécies brasileiras em seu livro Orchidaceaea Brasilienses, no entanto os desenhos que traz, quase sempre apenas da flor desmontada, são muito simples e incompletos. Não há descrições detalhadas das espécies e quase nada sobre as plantas, de modo que, apesar de boa referência, pouco ajuda na classificação, sendo necessário lançar mão das descrições originais ou ilustrações antigas e plantas conservadas em herbários para obter a correta classificação das espécies.
Nas últimas décadas, as informações são transmitidas muito rápido. O cruzamento destes dados bem como a genética molecular tem esclarecido muitas dúvidas na classificação das espécies. Um trabalho que verifique realmente a validade e identidade de grande parte das espécies de Campylocentrum ainda está por ser escrito.